# Houthalen
Houthalen est une section de la commune belge de Houthalen-Helchteren située en Région flamande dans la province de Limbourg.
C'était une commune à part entière avant la fusion des communes de 1977.
Le village est situé à 10 kilomètres au nord de Hasselt.
C'est le village natal d’Ingrid Daubechies.
Kanye West y est venu regarder un match de basket.

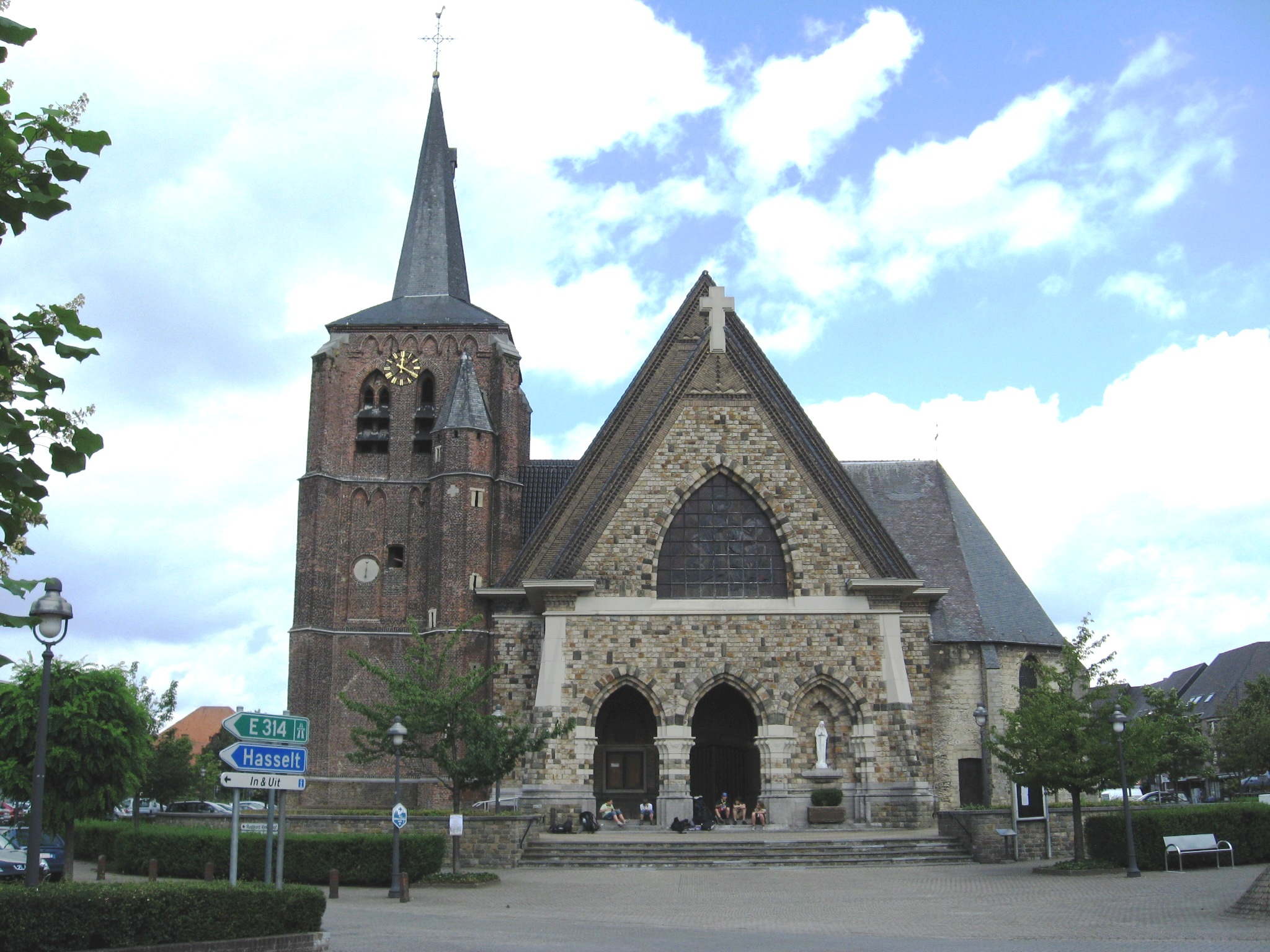
Église Saint-Martin

## Évolution démographique depuis 1806
Source: INS